# Johny Ver Eecke
Johny Ver Eecke (Harelbeke, 1962. június 12. –) belga nemzetközi labdarúgó-játékvezető. Polgári foglalkozása postai dolgozó.

## Pályafutása

### Nemzeti játékvezetés
A játékvezetésből 1978-ban, 16 évesen vizsgázott, 1983-ban  országos minősítést kapott, 1992-ben az I. Liga játékvezetője. Az aktív nemzeti játékvezetéstől 2006-ban vonult vissza. Első ligás mérkőzéseinek száma: 102.

#### Nemzeti kupamérkőzések
Vezetett Kupa-döntők száma: 2.

##### Belga-kupa
| Időpont         | Helyszín                           | Mérkőzés típusa | Mérkőzés                   | Eredmény | Nézők száma |
| --------------- | ---------------------------------- | --------------- | -------------------------- | -------- | ----------- |
| 2004. május 17. | Koning Boudewijn Stadion, Brüsszel | döntő           | KSK Beveren–Club Brugge KV | 2 – 4    | 40 000      |

##### Szuper-kupa
| Időpont            | Helyszín                                | Mérkőzés típusa | Mérkőzés                      | Eredmény | Nézők száma |
| ------------------ | --------------------------------------- | --------------- | ----------------------------- | -------- | ----------- |
| 2004. december 22. | Constant Vanden Stock Stadion, Brüsszel | döntő           | RSC Anderlecht–Club Brugge KV | 0 – 2    | 8500        |

### Nemzetközi játékvezetés
A Belga labdarúgó-szövetség Játékvezető Bizottsága (JB) terjesztette fel nemzetközi játékvezetőnek, a Nemzetközi Labdarúgó-szövetség (FIFA) 2000-től tartotta nyilván bírói keretében. Több nemzetek közötti válogatott és klubmérkőzést vezetett. FIFA JB besorolás szerint első kategóriás bíró. A belga nemzetközi játékvezetők rangsorában, a világbajnokság-Európa-bajnokság sorrendjében többedmagával a 25. helyet foglalja el 2 találkozó szolgálatával. Az aktív nemzetközi játékvezetéstől 2006-ban a FIFA 45 éves korhatárát elérve búcsúzott. Válogatott mérkőzéseinek száma: 2. Nemzetközi mérkőzéseinek száma: 45.

#### Világbajnokság
A világbajnoki döntőhöz vezető úton Németországba a XVIII., a 2006-os labdarúgó-világbajnokságra a FIFA JB bíróként alkalmazta.

##### Selejtező mérkőzés
| Időpont             | Helyszín                           | Mérkőzés típusa           | Mérkőzés           | Eredmény | Nézők száma |
| ------------------- | ---------------------------------- | ------------------------- | ------------------ | -------- | ----------- |
| 2005. szeptember 3. | Aixovall Stadion, Andorra la Vella | előselejtező (1. csoport) | Andorra–Finnország | 0 – 0    | 860         |

#### Európa-bajnokság
Az európai-labdarúgó torna döntőjéhez vezető úton Ausztriába és Svájcba a XIII., a 2008-as labdarúgó-Európa-bajnokságra az UEFA JB játékvezetőként foglalkoztatta.

##### Selejtező mérkőzés
| Időpont          | Helyszín                 | Mérkőzés típusa           | Mérkőzés           | Eredmény | Nézők száma |
| ---------------- | ------------------------ | ------------------------- | ------------------ | -------- | ----------- |
| 2006. október 1. | Városi Stadion, Ta’ Qali | előselejtező (C. csoport) | Málta–Magyarország | 2 – 1    | 5000        |